# Козарє
Козарє — топонім Києва давньоруських часів, відомий з літописів. Відносився до району, місцевості, слободи, кварталу або торговій колонії (за різними версіями), що знаходились десь на Подолі. Імовірно пов'язаний з хозарами (можливо торговцями). Згадується у Повісті временних літ під 945 роком, як місце, поблизу якого розташовувалась церква святого Іллі — найдавніший християнський храм Русі відомий за письмовими джерелами.

## Історія
Козарє згадуються у Повісті временних літ під 945 роком, у фрагменті де змальована присяга дружини Ігоря дотримуватись умов мирного договору, який був заключений перед цим з греками. Язичницьку частину дружини Ігор водив присягати — разом з грецькими послами — на пагорб «де стояше Перун», а християнську — у церкву святого Іллі. Поясняючи читачеві місце розташування Іллінскої церкви, яка вочевидь вже не існувала на час складання літопису (кінець XI — початок XII століть), літописець пише, що вона стояла над Ручаєм в кінці Пасинчої бесіди і Козарє — «а хрестеяную русь водиша ротЂ в церкви святаго Ильи, яже есть надъ Ручаемъ, конець ПасынъчЂ бесЂды, и козарЂ».

## Визначення
За одностайною думкою дослідників, назва Козарє повязана з народом хозари. Імовірно на Подолі знаходилась торгова колонія, квартал або слобода, заселені хозарськими купцями. За думкою І. Железняк, цієї хозарської колонії вже не існувало в середині 12 століття, про що може свідчити розташування Турової божниці в цій місцевості. Американський історик О. Пріцак, прихильник версії заснування Києва хозарами, вважає Пасинчу бесіду хозарською митницею, а Козарє — районом навколо або поблизу цієї митниці. За думкою Пріцака, Козарє знаходились під прямим хозарським контролем до 930 року.
З іншого боку, зауважується побутування цілого ряду схожих топонімів у Східній та Середній Європі, які важко пов'язати власне з хозарами — Козара, Козарки, Козаровичи в польських документах щодо Київського повіту Київського воєводства, в Житомирському та інших повітах, Козар, Козари на Середньому Дунаї, урочище Хазарници на Ловаті поблизу Новгорода. В зв'язку з цим згадується праслов'янське слово *kozarь — козій пастух та похідні від нього топоніми.
Особливим чином трактував літописну звістку Л. Махновець. У своєму перекладі Іпатського літопису українською мовою, наведений вище фрагмент з присягою дружини Ігоря він переклав так: «А християн-русів водили присягати в церкву святого Іллі, що є над ручаєм кінець Пасинчої бесіди, бо це була соборна церква, а багато варягів і хозар були християнами.». Таким чином, за Махновцем, ніякого району Козарє у Києві не було, натомість у дружині Ігоря поміж варягами існували також і хозари.

## Розташування

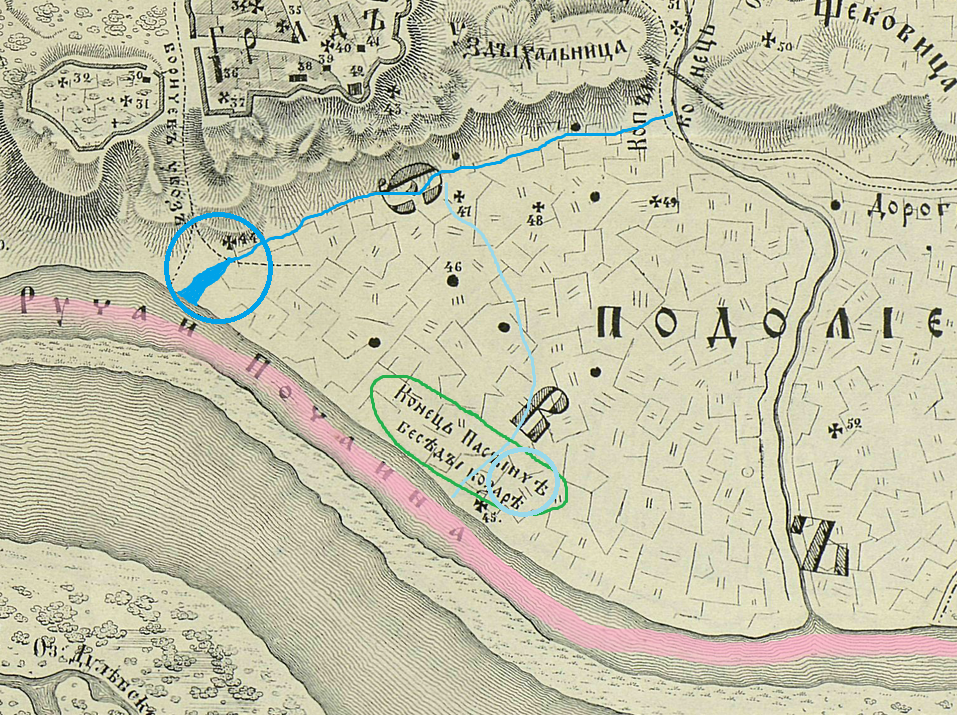
Варіанти розташування Козар: Бірюзове коло — Пасинча бесіда і Козарє відповідно до ручаю під горою. Окреслене зеленим — Пасинча бесіда і Козарє за М. Закревським. Світло-бірюзове коло — Пасинча бесіда за Л. Махновцем.
Бірюзовим кольором позначено давній ручай під схилами Старокиївської (Андріївської) гори (орієнтовно). Світло-бірюзовим — Борисоглібський ручай (орієнтовно). Рожевим позначене русло Почайни.

Як випливає з тексту літопису, розташування району Козарє тісно пов'язане з розташуванням Ручая, Пасинчої бесіди та Іллінської церкви. В залежності від того, як дослідники рішали питання локалізації цих об'єктів, відповідним чином вони й локалізовували Козарє. М. Закревський вважав, що Ручаєм у давнину називали Почайну (рукав Дніпра, що протікав Подолом до 19 століття), церкву святого Іллі він при цьому розташовував на тому ж місці, де стоить сучасна Іллінська церква (вул. Почайнинська, 2, збудована у XVII столітті). Відповідно Козарє отримуют місце біля правого берегу Почайни (зараз — правий берег Дніпра в районі Подолу).

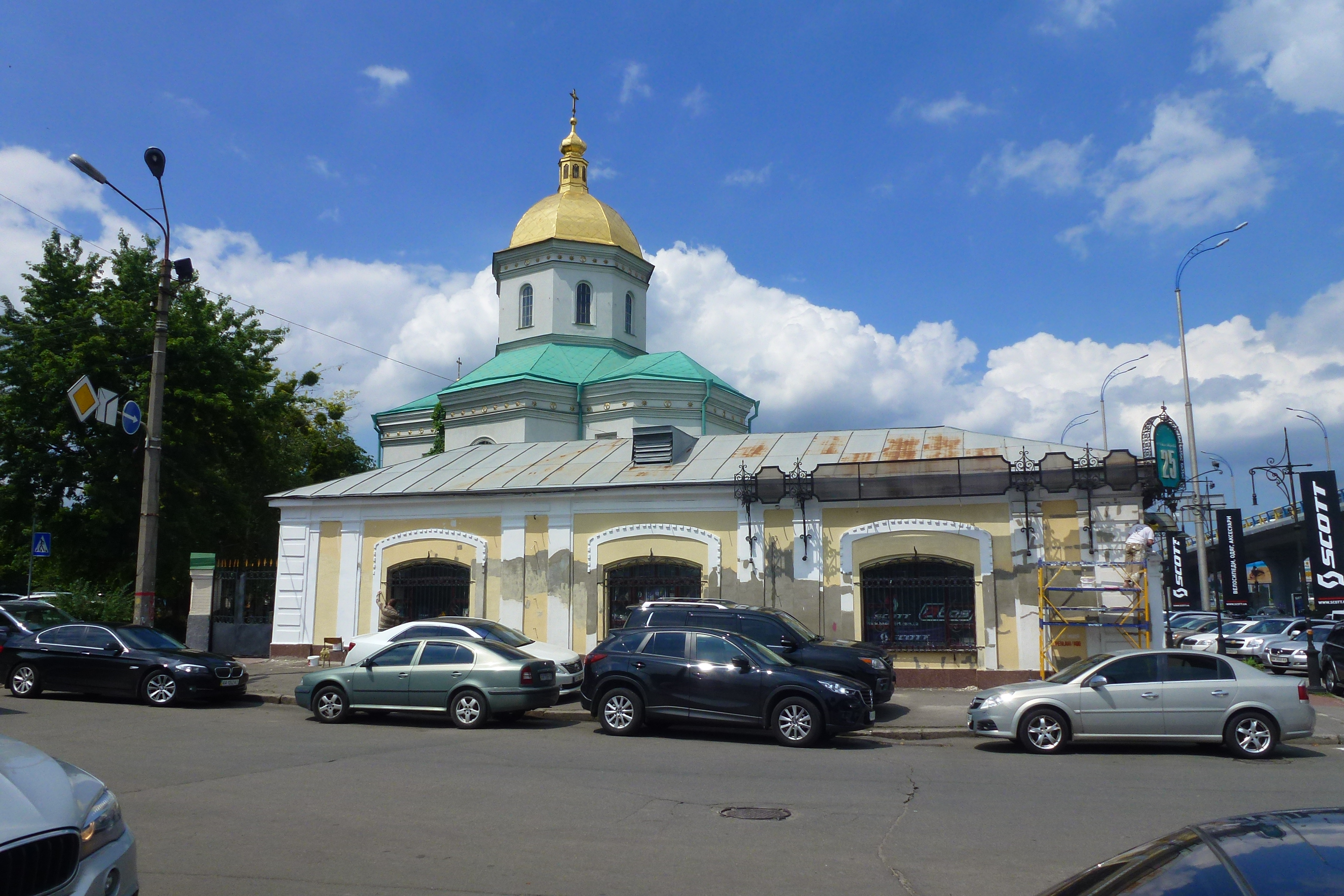
Іллінська церква 1692 року. За думкою деяких дослідників, стоить на місці давньої церкви св. Іллі, що була над Ручаєм, в кінці Пасинчої бесіди і Козарє

Л. Махновець, погоджуючись з Закревським щодо Іллінської церкви, ототожнював Ручай з так званим Борисоглібським ручаєм. Останній мав витік з Старокиївської гори, проходив недалеко від верхньої частини Боричевого узвозу (за Махновцем розташовувався по трасі сучасного Андріївського узвозу, існують інші версії локалізації Боричевого узвозу), потім йшов повз Покровську церкву, по кварталах сучасних Андріївської, Борисоглібської та Іллінської вулиць, де впадав у Почайну. Разом з іншими струмками Подолу він був закритий у дерев'яний колектор ще до початку XIX століття. Відповідно, за Махновцем, Пасинча бесіда була вздовж правого берегу Почайни, й одночасно вздовж лівого берегу Ручая (біля устя), у районі з'єднання вулиць Іллінської, Почайнинської та Набережно-Хрещатицької. Власне існування району Козарє на Подолі, або деінде, Махновець, як вказано вище, не підтримує.
На думку М. Сагайдака, Ручаєм був давній ручай, що протікав під схилами Старокиївської гори, русло якого було досліджено в 1975 році. Він впадав в Почайну ймовірно в районі сучасної Поштової площі, в тому місці, де на плані Києва 1695 року показаний великий незабудований майданчик між міськими оборонними стінами і правим берегом Почайни. Саме цей незабудований майданчик М. Сагайдак вважає Пасинчою бесідою, церкву святого Іллі він локалізує, за Е. Остромисленським, на місці де пізніше було збудовано церкву Різдва. Відповідним чином, десь поблизу мали знаходитися і Козарє.